# Oklahoma!
Oklahoma! é um filme musical estadunidense de 1955, baseado na peça musical de 1943 Oklahoma!, escrito pelo compositor Richard Rodgers e o letrista/libretista Oscar Hammerstein II.
Considerado um clássico na história dos musicais de Hollywood, esta produção foi o primeiro musical dirigido por Fred Zinnemann e foi a estreia da actriz/atriz Shirley Jones no cinema.
Estreou em Portugal a 18 de Dezembro de 1956, para celebrar o Natal.

## Sinopse
No território do Oklahoma nos inícios do século XX, numa visão idealizada dum tempo e duma vida mais simples, vive-se a história de um terno romance e de uma violenta paixão, vivida entre Curly, honrado trabalhador de rancho, alegre e de bom carácter/caráter, e Laurey Williams, a filha do dono do rancho, que ele elegeu como a dona do seu coração. No meio está o ameaçador Jud, que tenta separá-los de uma maneira implacável, chegando a pôr em risco o futuro do rancho.

## Elenco
- Gordon MacRae - Curly
- Shirley Jones - Laurey Williams
- Rod Steiger - Jud Fry
- Gloria Grahame - Ado Annie
- Charlotte Greenwood - Aunt Eller
- Gene Nelson - Will Parker
- James Whitmore - Mr. Carnes
- Eddie Albert - ALi Hakim